# 563
563 (DLXIII) var ett normalår som började en måndag i den julianska kalendern.

## Händelser

### Okänt datum
- Anglosaxarna omvänds till kristendomen.
- Den iro-skotske Columbanus grundar det stora klostret Hy bland Hebriderna (Iona).

## Födda
- Chindasuinth, visigotisk kung.

## Avlidna
- Hou Andu, kinesisk general.